# Lipoprotéine de haute densité
Pour les articles homonymes, voir HDL.
Les lipoprotéines de haute densité (HDL, pour l'anglais high density lipoprotein) sont des lipoprotéines responsables du transport du cholestérol vers le foie, où il pourra être éliminé. Cette fonction permet d'éviter l'accumulation de cholestérol dans les vaisseaux sanguins et donc d'éviter les risques d'athérosclérose. C'est pour cela que les HDL sont communément appelées « bon cholestérol », par opposition aux LDL (lipoprotéines de basse densité) qualifiées de « mauvais cholestérol » (en réalité, ni les unes ni les autres ne sont du cholestérol).

## Description
La densité (par rapport à l'eau) est comprise entre 1,063 et 1,210. Le diamètre se situe entre 6 et 10 nm. Elles sont composées de 48 % de lipides et de 52 % de protéines. L'ultracentrifugation permet d'en distinguer des sous-types (HDL2b, 2a, 3a, 3b, 3c) avec un contenu protéique différent. Ces sous-classes pourraient avoir un rôle différent, un taux bas de HDL3 étant le seul à être corrélé avec un risque vasculaire.
La protéine la plus importante quantitativement est l'apolipoprotéine A1 qui participe à la structure générale du HDL. Les autres protéines sont l'apolipoprotéine A2, E et C, ainsi qu'une vingtaine d'autres.

## Rôle en médecine
Un taux élevé de HDL serait corrélé avec une diminution du risque de survenue de certaines maladies cardio-vasculaires (angine de poitrine, infarctus du myocarde) et une augmentation du risque de mortalité toutes-causes. Il n'est pas évident que cette corrélation reflète un mécanisme causal : les augmentations du taux de HDL de cause génétique ne sont pas accompagnées de cet effet protecteur,,. De même, une diminution d'origine génétique du HDL n'est pas corrélée avec une augmentation du risque. De plus, l'intérêt pronostic du dosage du HDL lorsque le LDL est bas reste discuté, certains ne trouvant aucune influence sur le risque cardiaque, d'autres constatant une diminution supplémentaire du risque lorsque le taux sanguin du HDL est élevé. La démonstration de l'intérêt d'une augmentation de ces taux par des moyens médicamenteux n'est pas pour l'instant établie.
Il existe une association entre un taux bas d'HDL et le risque de survenue d'un cancer.
Toutes les particules HDL n'auraient pas les mêmes propriétés : ainsi, le HDL d'un sujet normal peut inhiber l'apoptose (mort programmée) des cellules endothéliales, mais pas celui des patients ayant une maladie cardio-vasculaire. La cause pourrait être une variation en la teneur de certaines lipoprotéines.

## Valeurs recommandées
Le dosage se fait classiquement par une prise de sang après huit heures de jeûne. Sa valeur est cependant normalisée moins de cinq heures après la prise d'un repas normal,.
| Taux g/l                        | Taux mmol/l | Interprétation                                                                       |
| < 0,40 (< 0,50 pour les femmes) | < 1,03      | Faible taux de cholestérol HDL, risque accru de maladie cardiaque.                   |
| 0,40-0,59                       | 1,03-1,52   | Taux moyen d'HDL                                                                     |
| > 0,60                          | > 1,55      | Taux élevé d'HDL, condition optimale censée protéger contre les maladies cardiaques. |

## Modification du taux HDL
Sa valeur est faussée en cas d'hypertriglycéridémie importante.
Les statines permettent une augmentation modérée du taux de HDL, d'environ 7 %.
Les inhibiteurs de la CETP (Cholesterylester transfer protein ou protéine de transfert des esters de cholestérol) permettent une élévation du taux du HDL.
L'alcoolisme augmente le taux de HDL, mais il ne semble pas pour autant qu'une prise modérée d'alcool diminue le risque cardio-vasculaire.
Aucun de ces médicaments n'a prouvé une réduction de la mortalité cardio-vasculaire ou du risque de survenue d'un infarctus du myocarde et leur utilité reste indémontrée.